# André Chapelon
Pour les articles homonymes, voir Chapelon (homonymie).
André Chapelon (né le 26 octobre 1892 à Saint-Paul-en-Cornillon - mort le 29 juin 1978 à Paris) est un ingénieur thermodynamicien et un concepteur de locomotive à vapeur français.
Ancien élève de l'École centrale des arts et manufactures (promo 1921), il est d'abord employé, en 1921, à la Compagnie du chemin de fer Paris-Lyon-Méditerranée, espérant sans succès concevoir de nouvelles locomotives. Il quitte cette compagnie en 1923 en raison de divergences de vues avec ses supérieurs hiérarchiques, notamment sur la conduite rationnelle des machines, et intègre la Compagnie des téléphones dont il deviendra rapidement le sous-directeur en 1924. Grâce à l'intervention de son professeur de thermodynamique, Louis Lacoin, il est embauché à la Compagnie du chemin de fer de Paris à Orléans (le PO) en 1925 par Maurice Lacoin frère du précédent, ingénieur en chef du matériel et de la traction du PO alors à la recherche d'ingénieurs qualifiés. On lui confie comme travail l'amélioration du fonctionnement, considéré alors comme décevant, des nouvelles locomotives Pacific 3500.

## Contribution à la thermodynamique

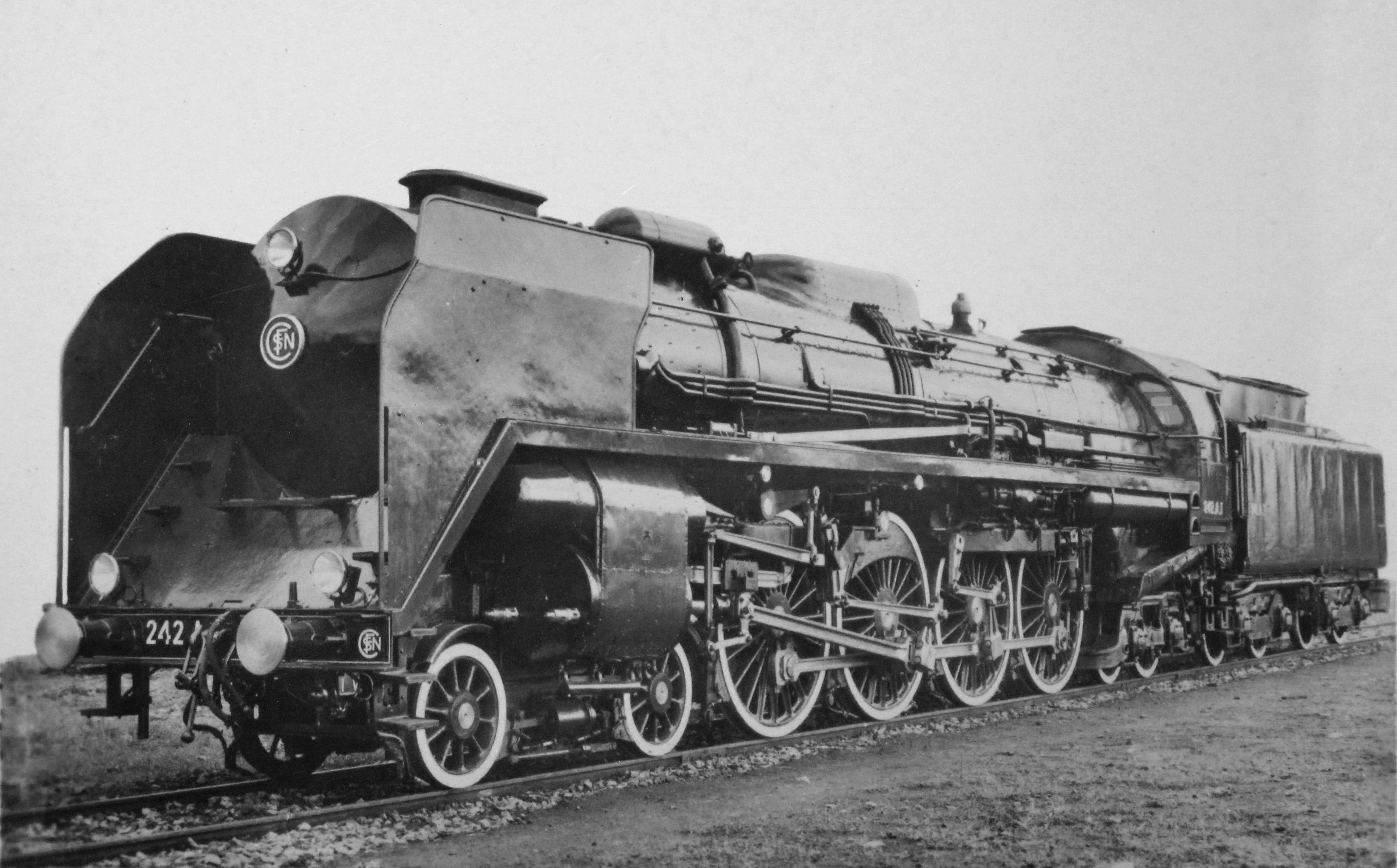
Locomotive SNCF type 242 A 1.

Son travail, issu d'une réflexion théorique approfondie sur la mécanique des fluides et la thermodynamique, le conduisit, entre autres, à augmenter fortement la section des conduits de vapeur. Il était alors en opposition avec les habitudes de construction qui reposaient sur des méthodes empiriques d'extrapolation des matériels existants.
Il s'efforce de comprendre le comportement des flux de vapeur en utilisant notamment la stroboscopie. Il s'intéresse scientifiquement à tous les aspects de la locomotive et obtient ainsi des résultats absolument spectaculaires : une des locomotives de la série 3500, la 3566, voit par exemple sa puissance multipliée par deux avec une consommation diminuée de 30 % pour l'eau et de 20 % pour le charbon. Pour cela, il améliore le rendement du foyer en augmentant le tirage grâce à l'échappement Kylchap (Kylälä-Chapelon), et, comme indiqué plus haut, il modifie également les caractéristiques des conduites de vapeurs de façon à réduire les pertes de charges.
Sa hiérarchie le mit plusieurs fois à l'épreuve en ne lui confiant que des locomotives « médiocres ». Avec des moyens limités, il fit de véritables prouesses en obtenant malgré tout d'excellents résultats. Il travailla ainsi sur les 231 série 3700, 240 série 4700 du PO, la 141 E de l'Ouest, les 140 J du Sud-Est, les 240 P et 141 P SNCF, ainsi que sur les deux prototypes 242 A 1 et 160 A 1 qui surclassaient par leurs excellentes performances et leur faible consommation le reste du parc vapeur de la SNCF. Il travailla également sur la dynamique de la locomotive et la tenue de voie et conçut plusieurs prototypes de locomotives rapides qui furent refusés.
Si Chapelon est reconnu à l'étranger comme un ingénieur de premier plan, surnommé par certains auteurs « le sorcier » et par ses pairs, Nigel Gresley en tête, « le génie français de la vapeur », cet homme modeste et effacé fut mis à l'écart à la SNCF. À plusieurs reprises, ses locomotives aux performances exceptionnelles ont troublé et embarrassé ses supérieurs, car elles révélaient que l'on pouvait sensiblement améliorer les performances des locomotives en service. En outre, il démontrait que la locomotive à vapeur offrait encore beaucoup de possibilités avant que les locomotives à moteur Diesel puis électrique de l'époque n'atteignent ses performances. Tous ses prototypes opérationnels d'une grande valeur technique furent promptement mis à la ferraille. André Chapelon était possiblement arrivé trop tard dans un monde où la décision de l'électrification massive du réseau avait déjà été prise.
Signe de cette mise à l'écart, on peut par exemple constater que le Larousse des Chemins de Fer de Pierre Weil (édition de 1964), préfacé par Louis Armand, alors président de la SNCF, ne dit pas un mot de Chapelon alors qu'il cite Armand comme inventeur du procédé TIA (traitement de l'eau).
Ce n'est que pour des réseaux étrangers qu'il fit réaliser des locomotives de sa conception : les 142 et 242 de la compagnie GELSA au Brésil.

## Méthodologie
André Chapelon a testé ses concepts expérimentaux pour comprendre leur validité réelle, en utilisant l'équipement de test et de détection le plus précis et le plus complet disponible, comme la photographie stroboscopique à grande vitesse pour observer le flux de vapeur. Avant Chapelon, peu d'ingénieurs et de concepteurs essayaient de comprendre pourquoi une certaine conception fonctionnait mieux qu'une autre. Ils travaillaient simplement par essais et erreurs, essayant de reproduire les attributs des locomotives précédentes de manière empirique, par conjectures et à partir de théories et de règles de conception qui avaient rarement été soumises à des tests adéquats.

### Efficacité
L'efficacité était l'une des principales préoccupations de Chapelon en matière de conception. Une locomotive à vapeur de ligne consomme en effet et en moyenne quelque 100 à 150 litres d'eau par kilomètre et 10 à 20 kg de charbon par kilomètre (ordres de grandeur). Certaines de ses locomotives modifiées dépassaient le rendement initial de plus de 20 %, affichant des valeurs exceptionnelles pour une locomotive à vapeur. Avec une plus grande efficacité, Chapelon pouvait obtenir une plus grande puissance dans une locomotive plus petite, plus légère donc moins agressive pour la voie, et qui brûlait moins de charbon, solution préférable au simple agrandissement d'une locomotive pour l'obtention de plus de puissance (solution largement usitée aux États-Unis)

### «Compoundage» et flux de vapeur
Il était un partisan majeur de la locomotive à vapeur de type « compound » (aussi appelé machine à double ou triple expansion, ou à étage). Chapelon faisait le constat qu'une fois détendue dans les cylindres, la vapeur conservait suffisamment d'énergie pour pouvoir être de nouveau re-détendue efficacement. Les machines compound utilisent donc un ou des cylindres haute pression de faible diamètre, dont l'échappement est dirigé vers un ou des cylindres de plus fort diamètre, dits cylindres basse pression. À partir de 1929, Chapelon reconstruisit de nombreux engins sur le modèle de Glehn, conçus par Alfred de Glehn, utilisant un système à double expansion. Ses autres travaux majeurs comprenaient l'optimisation du circuit de vapeur, y compris l'amélioration du débit de vapeur en élargissant les passages et les chemins de vapeur, l'amélioration du débit à travers les engrenages de soupapes de distribution, et des systèmes d'échappement améliorés tels que l'échappement Kylchap.

### Roue et rail
Chapelon s'est rendu compte que pour produire une locomotive efficace et puissante, chaque aspect de celle-ci devait être amélioré et traité scientifiquement. Il a étudié le comportement des locomotives à la vitesse et les propriétés de roulement de la roue en acier sur rail en acier ; ses connaissances ont été mises à profit bien plus tard sur les TGV français.

## Les projets Chapelon à la DEL
Après la constitution de la SNCF, la DEL (Division des études de locomotives à vapeur) avait entrepris sous la direction d'André Chapelon des études concernant des projets de locomotives à grande puissance et de construction neuve.
Jusqu'alors les travaux d'André Chapelon ne s'appliquaient qu'à des locomotives existantes de construction déjà ancienne, dont le mécanisme n'endurait pas les grands efforts sans important entretien et ne permettait pas l'utilisation rationnelle qu'auraient pu offrir des machines de conception moderne.
Du 26 octobre au 26 novembre 1938, André Chapelon fit un voyage d'étude aux  États-Unis en compagnie de Marcel Bloch, ingénieur en chef de la division de réparation du matériel moteur de la SNCF, où ils purent, entre autres, visiter des ateliers de compagnies de chemins de fer, rencontrer différents industriels dont ceux de la Baldwin Locomotive Works, ainsi que de la General Steel Casting Corporation spécialisés dans la fourniture des châssis monobloc en acier moulé. Ils firent également plusieurs accompagnements sur des locomotives et purent notamment observer les performances des fameuses locomotives Hudson du New York Central.
Pour les futures locomotives à grande puissance de nouvelle génération de la DEL, André Chapelon choisit alors d'appliquer les plus récents progrès américains d'ordre constructif, avec les derniers perfectionnements thermodynamiques qu'il avait lui-même mis au point, alliant ainsi la robustesse de la construction américaine aux grandes puissances que développaient ses machines, leur permettant de fournir les plus grands efforts d'une manière soutenue et sans défaillance.
Ce programme comportait cinq types de locomotives : une 230 ultra-rapide, une 232 très rapide, une 242 rapide, une 142 mixte et une 152 (en) marchandise. Hormis la 230 à quatre cylindres, les autres locomotives seraient à trois cylindres compound (selon les versions, ce nombre varie entre 6 et 3 cylindres) de 790 × 760 mm pour le HP et 660 × 760 mm pour les BP. La chaudière serait la même à la longueur près, timbrée à 22 kg/cm2, avec un foyer Belpaire débordant à grille de 6 m2 alimenté en charbon par stoker, comportant des siphons Nicholson et prolongé par une chambre de combustion et un surchauffeur Houlet. Les organes d'alimentation de régulation et de sécurité sont communs, facilitant l'entretien et l'approvisionnement, faisant ainsi de ces machines de véritables locomotives unifiées (au sens propre du terme) : même moteur compound à trois cylindres et distribution par tiroirs Willoteaux, échappement Kylchap triple, châssis monobloc en acier moulé accompagné d'un bissel type Delta, boîtes d'essieux à rouleaux avec coins de rattrapage de jeu automatique type Franklin, roues à double voile type Boxpok répartissant une charge par essieu allant de 23 à 25 tonnes, cabine de conduite entièrement fermée avec porte d'accès. Ces nouvelles locomotives devaient développer une puissance allant jusqu'à 6 000 CV.
Dans l'immédiat après-guerre le changement radical de politique de la SNCF en matière de traction, avec la promotion de l'électrification en 25 kV 50 Hz, fit que cet ambitieux programme, pour lequel les bases du type 152 étaient déjà lancées, ne vit finalement jamais le jour. La fin de la traction vapeur ayant été programmée, la SNCF se contenta de faire construire des locomotives à vapeur de transition sur la base de modèles déjà existants, héritées des anciennes compagnies. Seules les 141 R d'origine américaine apportèrent une réelle modernité d'exploitation parmi ces locomotives d'inspiration PLM ou Nord.

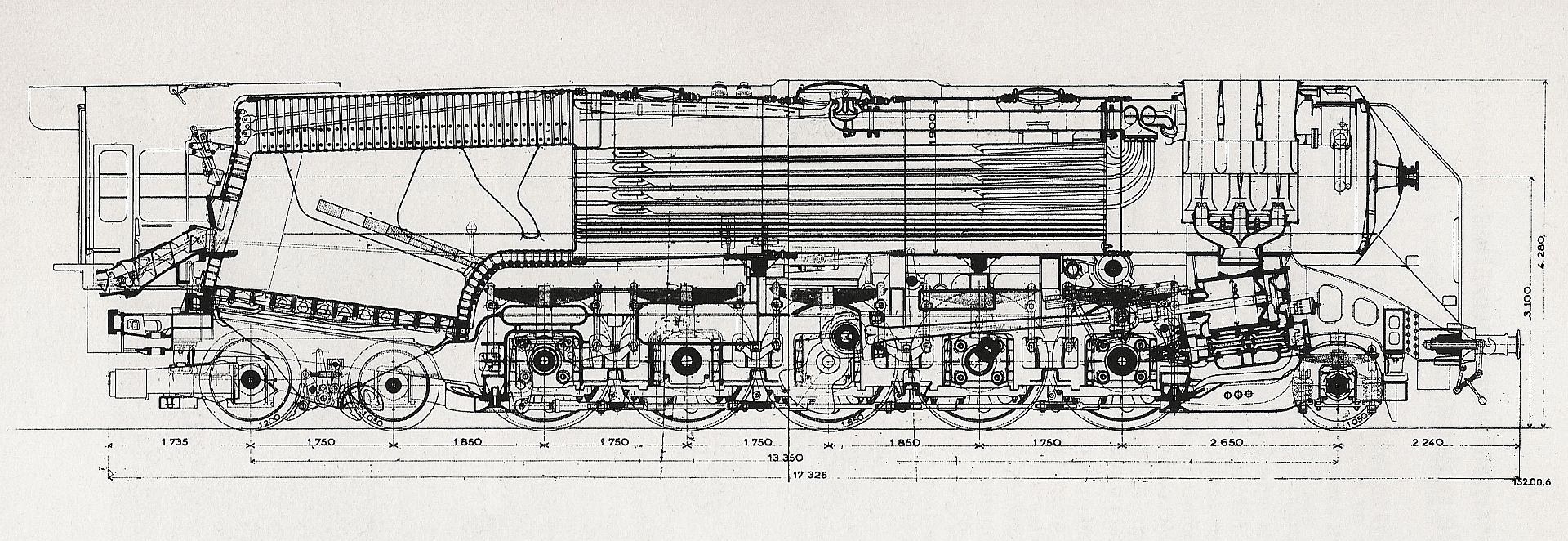
Dessin du projet de la locomotive type 152 vue en coupe longitudinale.
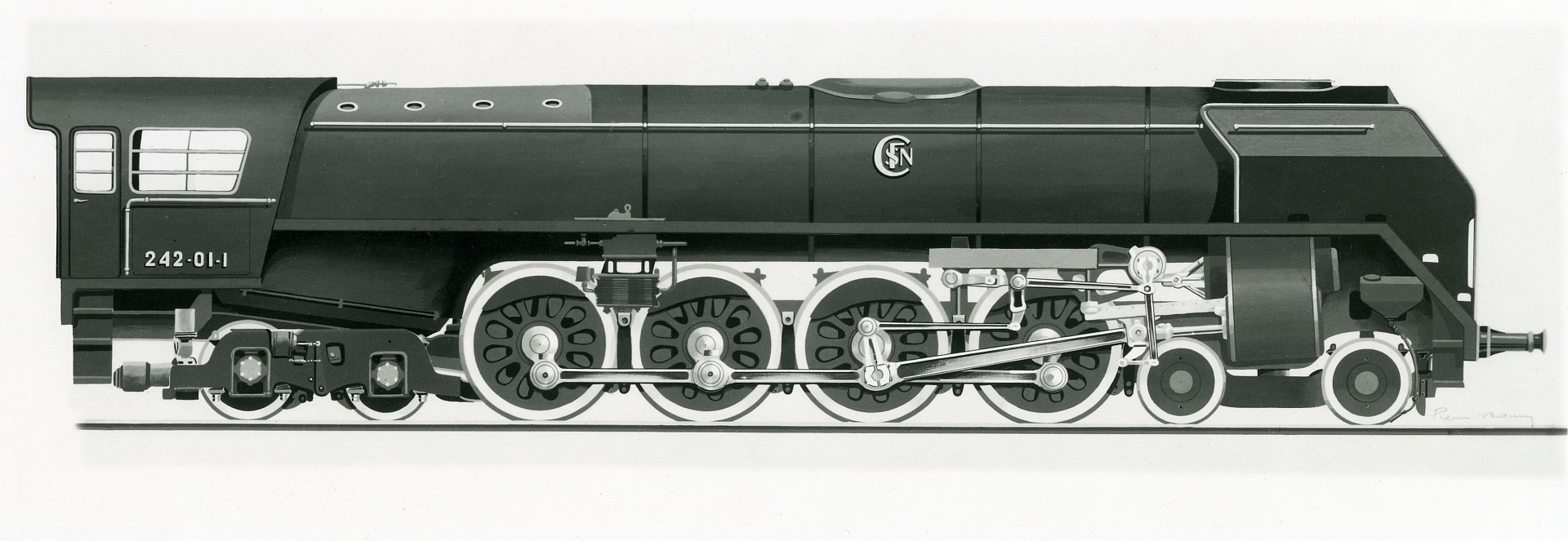
Dessin du projet de la locomotive type 242.
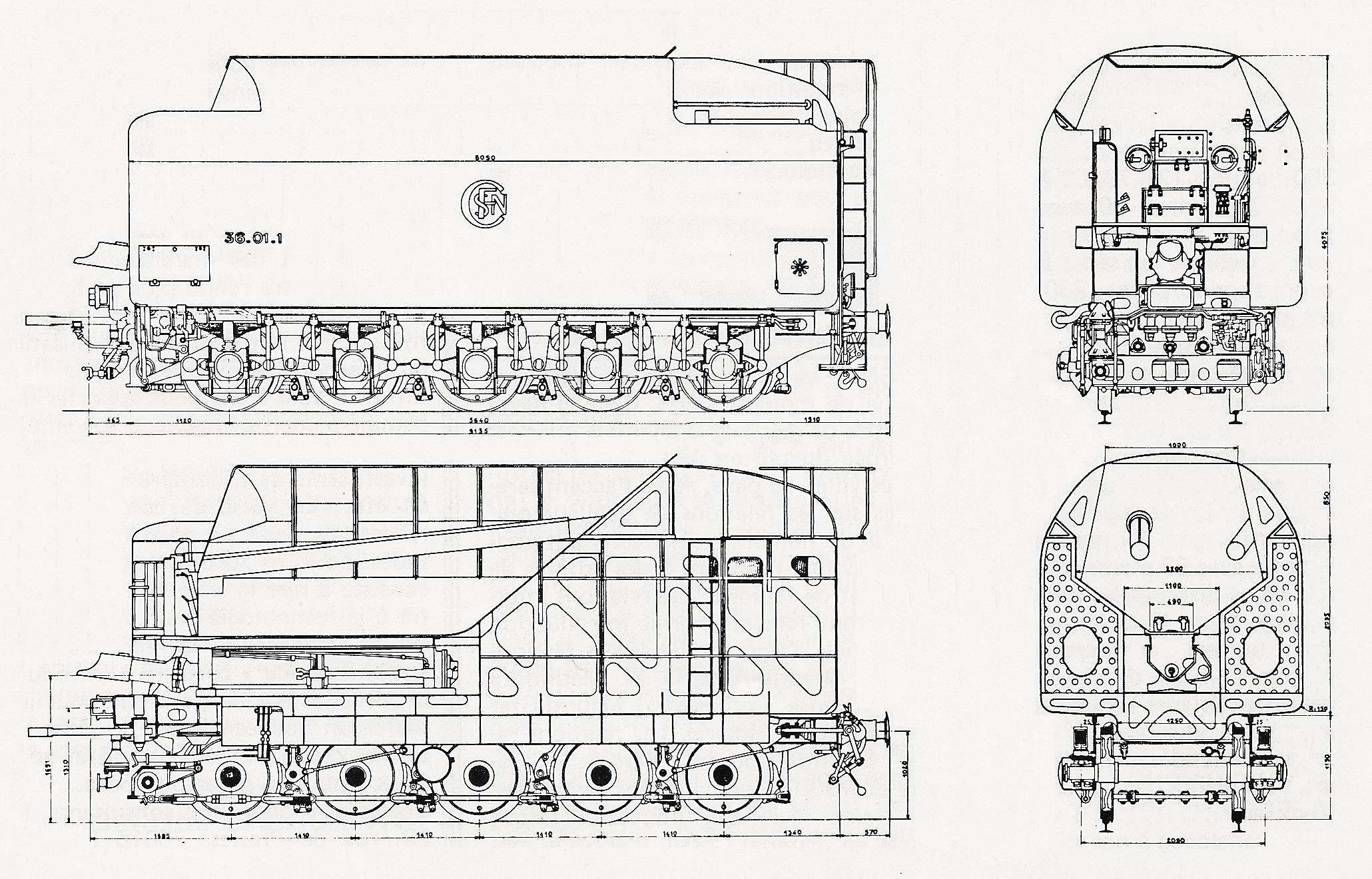
Dessin du tender accouplé aux projets de locomotives DEL-Chapelon.

## Pacific Chapelon
La 231 E 41, est une des deux Pacific Chapelon préservées avec la 231 E 22 de la Cité du train de Mulhouse. Exposée pendant 39 années en plein air, la locomotive est désormais en grande révision dans un bâtiment des anciens magasins généraux de la SNCF à Saint-Pierre-des-Corps. L'objectif étant de restaurer la Pacific en état de marche.

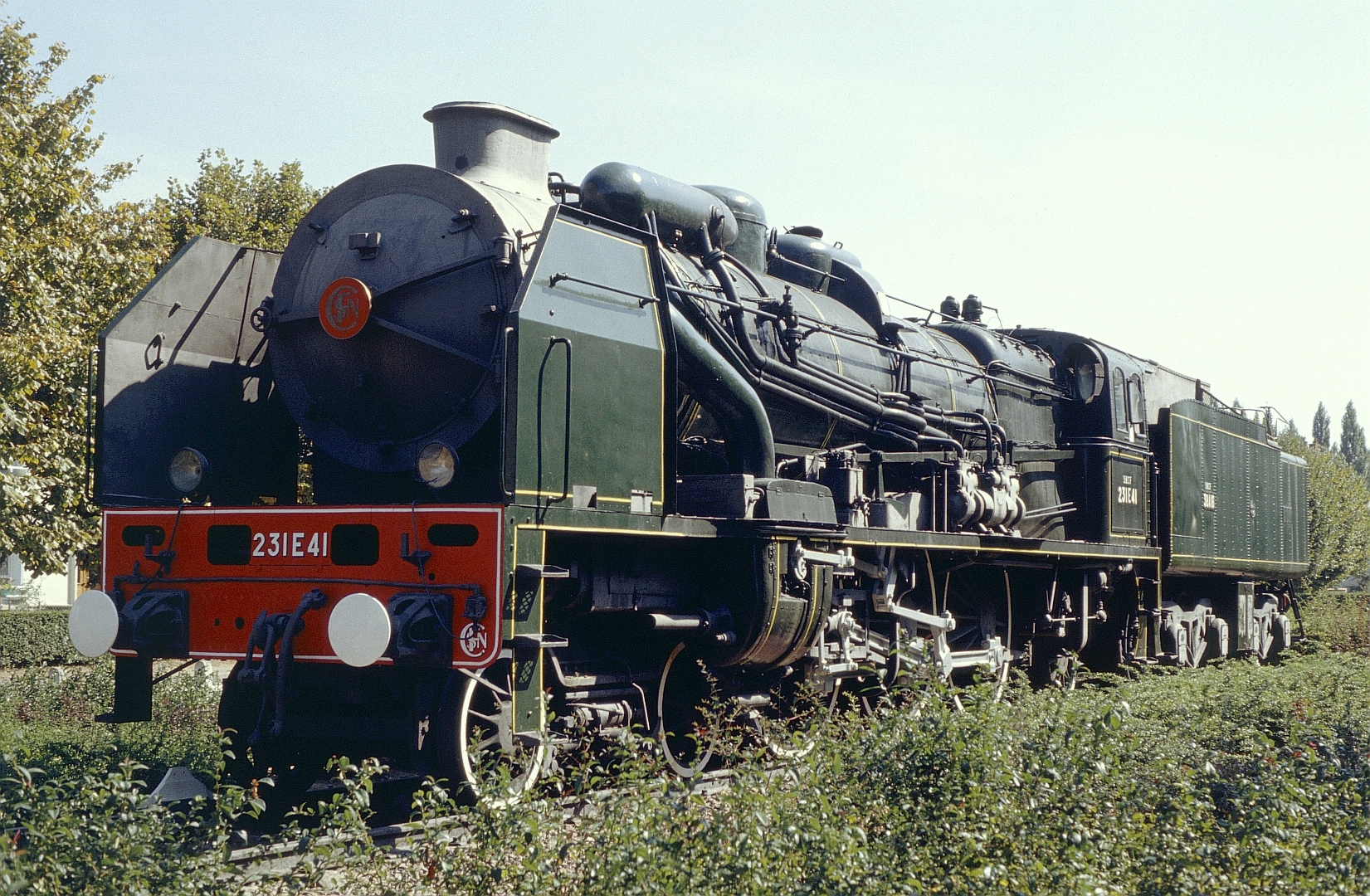
La 231 E 41 exposée à Saint-Pierre-des-Corps (août 1982).
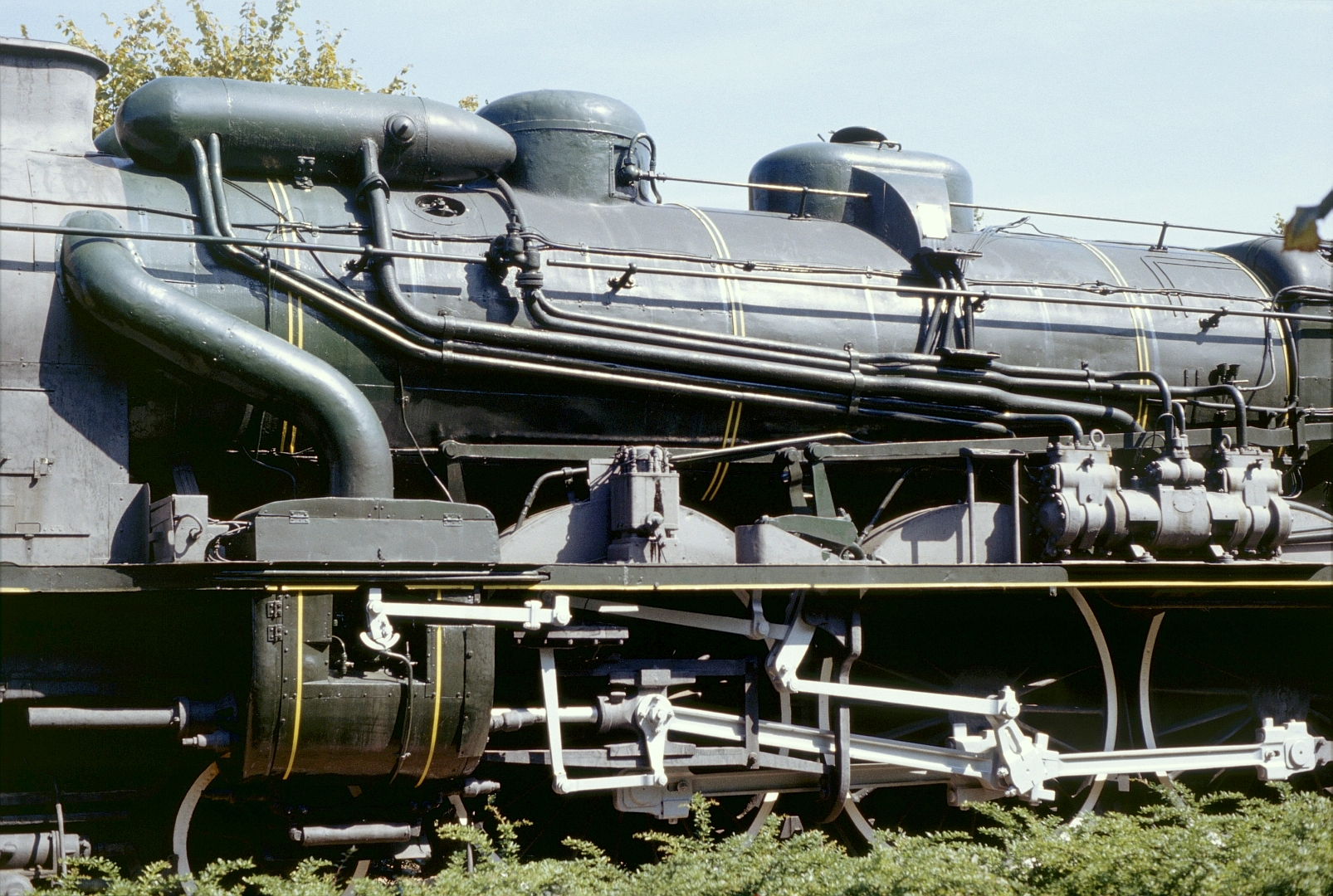
Détails de la 231 E 41.
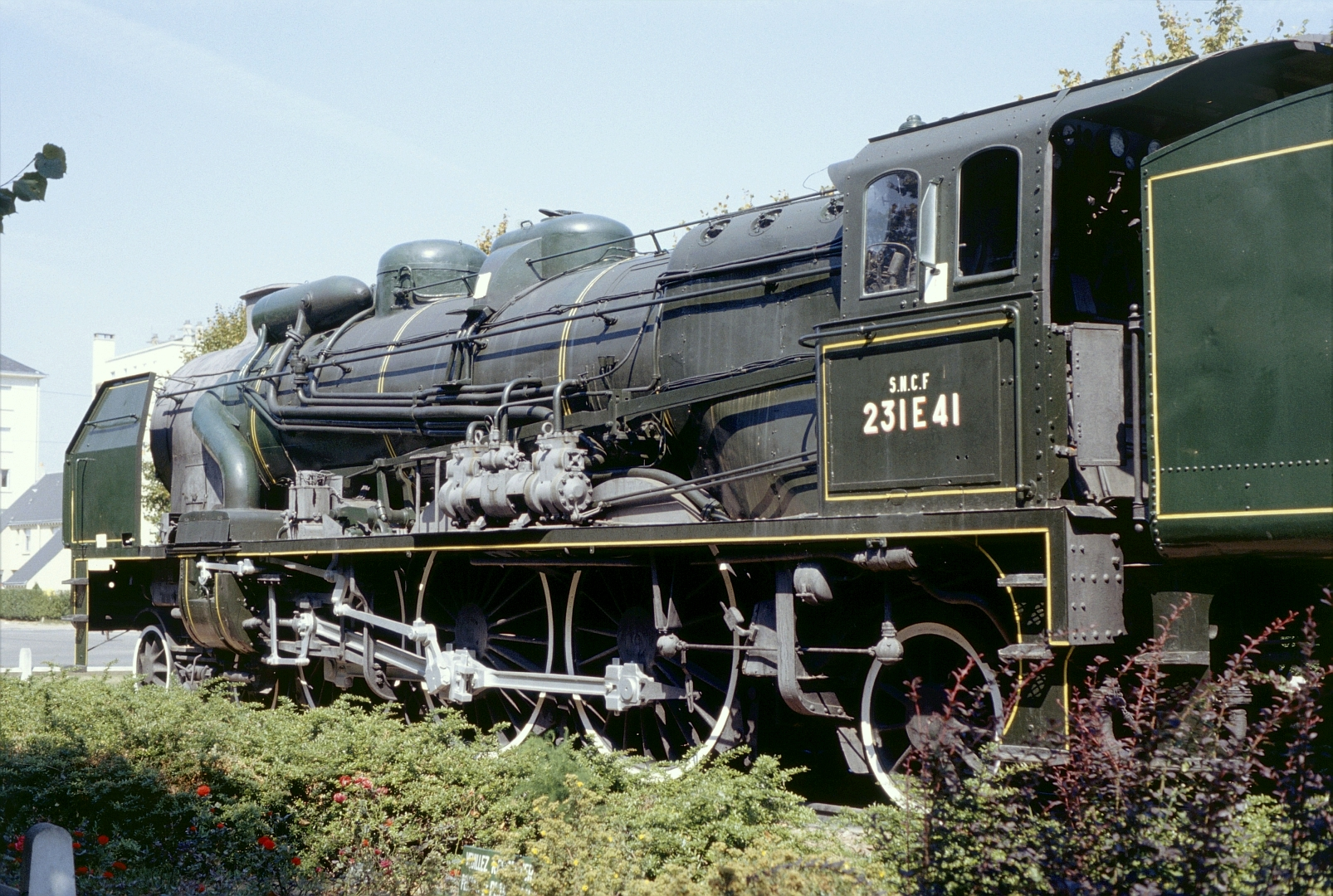
La 231 E 41 vue de 3/4 arrière.
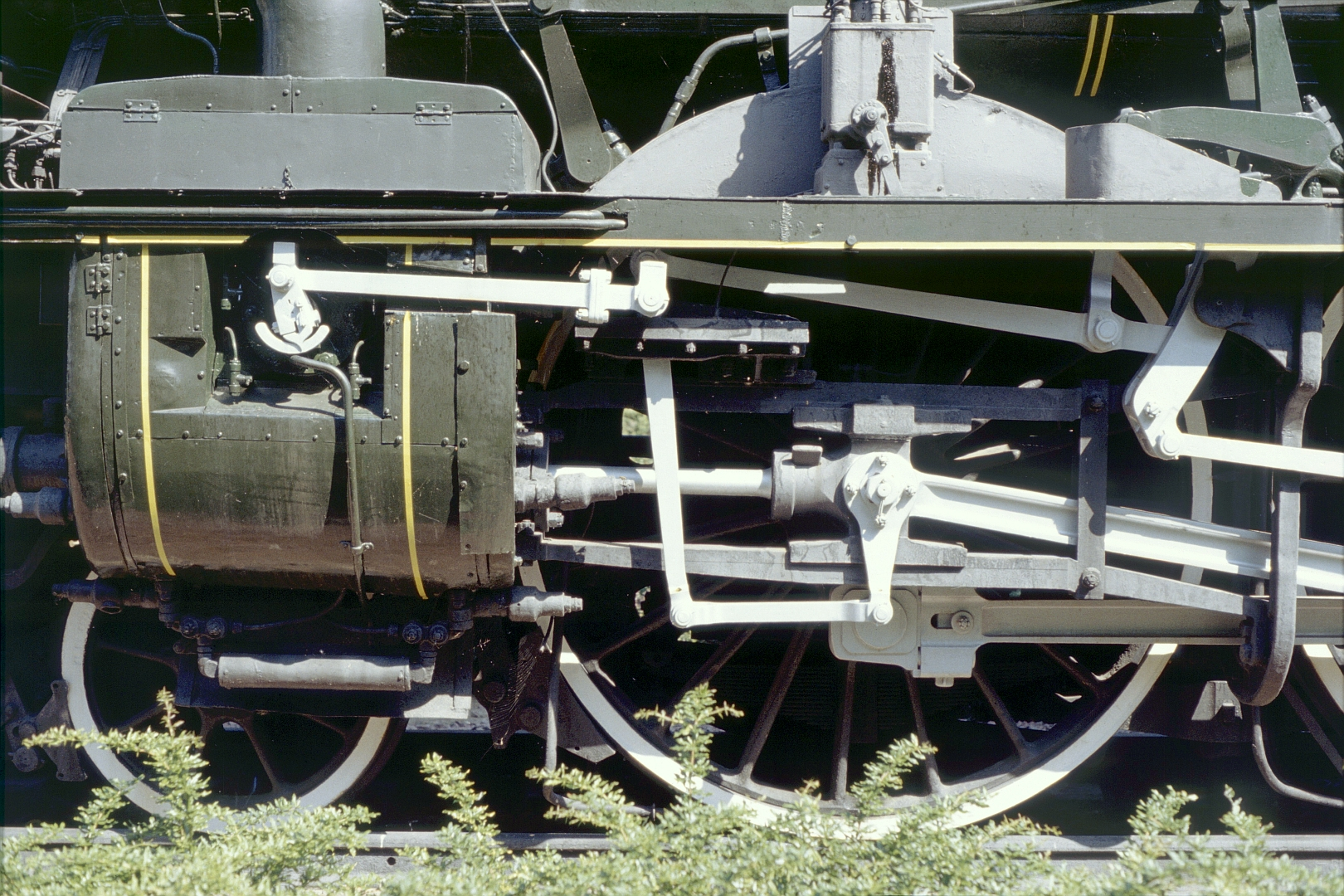
Un des cylindres HP à distribution par soupapes.
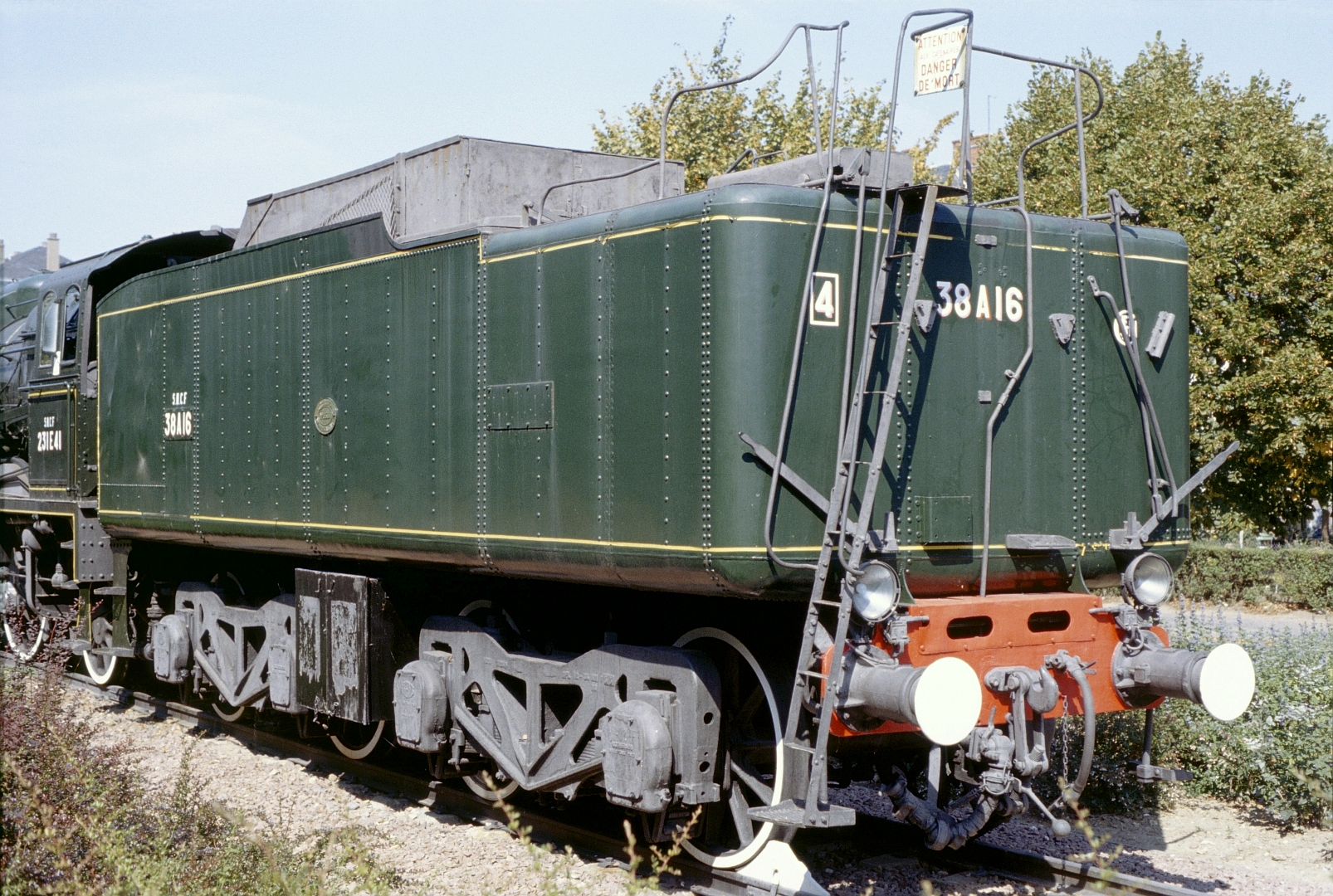
Le tender 38 A 16 de la 231 E 41.

## Distinctions
1934 fut l'année de la reconnaissance pour André Chapelon :
- Chevalier de la Légion d'honneur
- Prix Plumey de l'Académie des sciences
- Médaille d'or de la Société pour l'encouragement de l'industrie nationale

### Biographies
- André Chapelon 1892-1978 Le génie français de la vapeur H.C.B Rogers, traduction française commentée par J. Payen et B. Escudié. CNRS éditions, 1992 et 2001 (indisponible en librairie, mais toujours disponible directement auprès des Ed. CNRS).
- Jean-Marc Combe, Bibliographie critique d'André Chapelon (1892-1978), Revue d'histoire des chemins de fer, hors série n° 2, 131 pages, 1991, Paris, Association pour l'histoire des chemins de fer en France (ouvrage qui recense la totalité des publications [articles, livres, conférences, brevets d'invention] d'A. Chapelon ainsi que les distinctions et récompenses qu'il a reçues).

### Ouvrages de Chapelon
- A. Chapelon, La Locomotive à vapeur, 1re édition, préface de Édouard Sauvage, 914 p., 361 figures in texte, 2 figures et 14 planches HT, 1 diagramme entropique. Livre illustré d'un dessin de A.E. Schefer, Paris, librairie J.-B. Baillière et fils éditeurs, 1938.
- A. Chapelon, La Locomotive à vapeur - Tome premier, 2e édition, 640 p., 408 figures et VIII planches, Paris, librairie J.-B. Baillière et fils éditeurs, 1952. (J-M Combe [revue AHICF HS n° 2] : « Comme indiqué sur la page de titre intérieure il s'agit du premier tome, cette édition devant paraître en deux volumes. Malheureusement le tome 2 ne vit jamais le jour. »).
- E. Sauvage et A. Chapelon, La Machine Locomotive, 10e édition, 667 pages, 521 figures. Paris-Liège, librairie Polytechnique Ch. Béranger, 1947.
- idem réédition, le Lavandou (83980), les Éditions du Layet (diffusion La Vie du rail), 1979.